# Populus xiaohei
Populus xiaohei là một loài thực vật có hoa trong họ Liễu. Loài này được T.S. Hwang & Liang miêu tả khoa học đầu tiên năm 1982.